# Loreto, Quần đảo Dinagat

Bản đồ của Quần đảo Dinagat với vị trí của Loreto

Loreto là một đô thị hạng 5 ở tỉnh Quần đảo Dinagat, Philippines. Theo điều tra dân số năm 2000, đô thị này có dân số 8.751 người trong 1.840 hộ.

## Barangay
Loreto được chia thành 10 barangay.
- Carmen (Pob.)
- Esperanza
- Ferdinand
- Helen
- Liberty
- Magsaysay
- Panamaon
- San Juan (Pob.)
- Santa Cruz (Pob.)
- Santiago (Pob.)